# Tyrannosaurus Hives
Tyrannosaurus Hives je třetí řadové album švédské punk rockové kapely The Hives, které vyšlo v roce 2004. Deska vyšla po dlouhé odmlce po desce Veni Vidi Vicious, která vyšla v roce 2000.

## Seznam písní
1. "Abra Cadaver" – 1:33 Videoklip
2. "Two-Timing Touch and Broken Bones"– 2:00 Videoklip
3. "Walk Idiot Walk"– 3:31 Videoklip
4. "No Pun Intended" – 2:20
5. "A Little More for Little You" – 2:58
6. "B If for Brutus" – 2:36
7. "See Through Head" – 2:21
8. "Diabolic Scheme" – 3:00
9. "Missing Link" – 1:56
10. "Love in Plaster" – 3:11
11. "Dead Quote Olympics" – 1:59
12. "Antidiote" – 2:30

### Bonusy
1. "Uptight" – 2:25
2. "The Hives Meet the Norm" – 2:06